# Академія фізичного виховання імені Юзефа Пілсудського
Академія фізичного виховання Юзефа Пілсудського у Варшаві (пол. Akademia Wychowania Fizycznego Józefa Piłsudskiego w Warszawie) — гуманітарний заклад вищої освіти у польській Варшаві, заснований у 1929 році.

## Історія
Заснована 9 грудня 1929 року як Центральний інститут фізичного виховання. Заснування, організація та будівництво робочих приміщень здійснені за сприяння Феліціяна Славоя Складковського. У 1935 році навчальному закладу присвоєно ім'я Юзефа Пілсудського.
2 вересня 1938 року згідно Акту від 23 серпня 1938 року інститут реорганізовано в Академію фізичного виховання імені Юзефа Пілсудського у Варшаві. Згідно закону, інститут фізичного виховання у Варшаві перетворений у військове академічне училище під назвою Академія фізичного виховання Юзефа Пілсудського у Варшаві. Міністерство військових справ за погодженням з Міністра релігійних конфесій та просвітництва здійснювало вищий нагляд за діяльністю академії, за винятком питань, що стосуються лише армії, в якій міністр військових справ самостійно видавав постанови. 20 березня 1939 року університет отримав статут. 26 травня 1939 року Набрало чинності розпорядження міністра релігійних конфесій та просвітництва від 28 квітня 1939 року Про надання Академії фізичного виховання імені Юзефа Пілсудського у Варшаві права на присвоєння ступеня магістра фізичної культури.
У роки Другої світової війни у навчальних корпусах закладу розміщувались казарми Люфтваффе. Лабораторії, бібліотеки та спортивні споруди закриті.
Постановою Ради Міністрів від 27 липня 1949 року заклад перетворений на цивільгу вищу школу під назвою Академія фізичного виховання імені Кароля Сверчевського.
8 червня 1990 року Сейм повернув академії ім'я Юзефа Пілсудського.

## Факультети
До складу академії входить чотири факультети:
- Факультет реабілітації
- Факультет туризму та відпочинку
- Факультет фізичного виховання
- Факультет фізичного виховання та спорту в Бялій Підляській.

## Ректори
Перелік керівників цивільного навчального закладу:
- 1950–1956: м-р Едмунд Косман
- 1956–1959: проф. Станіслав Білевич
- 1959: проф. Збігнєв Гілевич
- 1960–1971: проф. Стефан Волошин
- 1971–1974: док. Тадеуш Улятовський
- 1974–1977: док. Еразм Василевський
- 1977–1981: проф. Мацей Склад
- 1981–1987: проф. Тадеуш Улятовський
- 1987–1990: проф. Мечислав Вітковський
- 1990–1993: проф. Збігнев Кравчик
- 1993–1996: проф. Збігнев Кравчик
- 1996–1999: проф. Генрик Созанський
- 1999–2002: проф. Генрик Созанський
- 2002–2005: проф. Анджей Віт
- 2005–2008: проф. Генрик Созанський
- 2008–2012: проф. Алісія Пжилуська-Фішер
- 2012–2020: проф. Анджей Масталеж[7]
- від 2020: проф. Бартош Молік